# Who's Next
| 전문가 평가                   | 전문가 평가 |
| 평가 점수                     | 평가 점수   |
| 출처                          | 점수        |
| ----------------------------- | ----------- |
| AllMusic                      | [ 1 ]       |
| Christgau's Record Guide      | A           |
| Encyclopedia of Popular Music | [ 3 ]       |
| Mojo                          | [ 4 ]       |
| MusicHound Rock               | 5/5         |
| Q                             | [ 6 ]       |
| The Rolling Stone Album Guide | [ 7 ]       |
| Tom Hull – on the Web         | A+          |
| The Village Voice             | A+          |

《Who's Next》는 영국의 록 밴드 더 후의 다섯 번째 스튜디오 음반이다. 이 밴드의 1969년 음반 《Tommy》의 후속작으로 이 그룹의 피트 타운젠드가 쓴 다매체 록 오페라인 《Lifehouse》 프로젝트에서 발전했다. 이 프로젝트는 밴드의 매니저인 키트 램버트와의 갈등과 복잡성으로 인해 취소되었지만, 이 그룹은 다음 음반으로 발표하기 위해 일부 곡들을 살렸다. 《Who's Next》에 수록된 아홉 곡 중 여덟 곡이 《Lifehouse》의 곡이었는데, 유일한 예외는 존 엔트위슬이 쓴 〈My Wife〉이다. 궁극적으로, 남은 《Lifehouse》 곡들은 다음 10년 동안 모두 다른 음반으로 발매될 것이다.
더 후는 녹음 엔지니어 글린 존스의 도움을 받아 《Who's Next》를 녹음했다. 이들은 롤링 스톤스 이동식 스튜디오에서 〈Won't Get Fooled Again〉이라는 곡을 프로듀싱한 뒤 올림픽 스튜디오로 자리를 옮겨 음반의 남은 곡 대부분을 녹음과 믹스했다. 그들은 음반에서 특히 〈Won't Get Fooled Again〉과 싱글로 발매된 〈Baba O'Riley〉에서 신시사이저를 두드러지게 사용했다. 이 커버 사진은 에단 러셀에 의해 촬영되었다. 이 사진은 1968년 영화 《2001: 스페이스 오디세이》에서 모노리스를 언급했는데, 이 사진에는 광재 더미에서 튀어나온 콘크리트 더미 옆에 서 있는 그룹 멤버들이 분명히 오줌을 싼 것으로 보인다.
《Who's Next》는 1971년 8월에 발매되었을 때 즉각적인 성공을 거두었다. 그 이후 많은 비평가들에 의해 이 음반은 더 후의 최고 음반이자 역대 최고의 음반 중 하나로 여겨져 왔다. CD로 여러 차례 재발행되었으며, 원래 《Lifehouse》를 위한 추가곡도 수록되었다.

## 커버 아트
커버 아트는 이싱턴 콜리어리에서 찍은 이 밴드의 사진을 보여주는데, 광재 더미에서 튀어나온 커다란 콘크리트 포장지에 방금 오줌을 싼 것으로 보인다. 이 사진을 촬영하기로 한 결정은 스탠리 큐브릭과 영화 《2001: 스페이스 오디세이》에 대해 토론하는 존 엔트위슬과 키스 문으로부터 나왔다. 사진작가 에단 러셀에 따르면, 피트 타운젠드만이 실제로 이 구덩이에 오줌을 싸서, 빈 필름 통에서 빗물이 흘러나와 원하는 효과를 얻었다고 한다. 뒤에 배경의 하늘은 러셀이 말하는 "이 다른 세속적인 자질"이라는 이미지를 주기 위해 추가되었다. 뒷면 커버에는 레스터의 드 몽포르 홀에 있는 밴드가 가구 잔해 속에서 무대 뒤쪽에 보였다. 2003년에 텔레비전 채널 VH1은 《Who's Next》의 커버를 역사상 가장 훌륭한 음반 커버 중 하나로 선정했다.
커버에 대한 다른 제안으로는 성기 대신 더 후의 얼굴을 한 마셜 스택과 과체중인 누드 여성을 상대로 소변을 보는 그룹이 있었다. 검은 란제리와 갈색 가발을 쓰고 채찍을 들고 있는 문씨가 등장하는 대체 커버는 이후 1995년과 2003년 CD 발매 때 내부 예술에 사용되었다. 이 세션 동안 찍은 사진들 중 일부는 나중에 데카의 미국 음반 홍보의 일환으로 사용되었다.

## 곡 목록
존 엔트위슬의 〈My Wife〉를 제외한 모든 곡들은 피트 타운젠드에 의해 작사/작곡하였다.
| #  | 제목                       | 리드 보컬                                  | 재생 시간 |
| -- | -------------------------- | ------------------------------------------ | --------- |
| 1. | 〈Baba O'Riley〉           | 로저 돌트리 (벌스), 피트 타운젠드 (브릿지) | 5:08      |
| 2. | 〈Bargain〉                | 돌트리 (벌스), 타운젠드 (브릿지)           | 5:34      |
| 3. | 〈Love Ain't for Keeping〉 | 돌트리                                     | 2:10      |
| 4. | 〈My Wife〉                | 존 엔트위슬                                | 3:41      |
| 5. | 〈The Song Is Over〉       | 돌트리 (벌스), 타운젠드 (브릿지)           | 6:14      |

| #  | 제목                       | 리드 보컬 | 재생 시간 |
| -- | -------------------------- | --------- | --------- |
| 1. | 〈Getting in Tune〉        | 돌트리    | 4:50      |
| 2. | 〈Going Mobile〉           | 타운젠드  | 3:42      |
| 3. | 〈Behind Blue Eyes〉       | 돌트리    | 3:42      |
| 4. | 〈Won't Get Fooled Again〉 | 돌트리    | 8:32      |

## 인증
| 국가                                                                                         | 인증        | 판매량/출하량 |
| -------------------------------------------------------------------------------------------- | ----------- | ------------- |
| 이탈리아 (FIMI)                                                                              | 골드        | 25,000*       |
| 영국 (BPI)                                                                                   | 플래티넘    | 300,000       |
| 미국 (RIAA)                                                                                  | 3× 플래티넘 | 3,000,000^    |
| *판매량을 기반으로 한 인증 · ^출하량을 기반으로 한 인증 · 판매량+스트리밍을 기반으로 한 인증 |             |               |